# Admonter Kogel
Der Admonter Kogel ist ein 566 m ü. A. hoher Hügel im Grazer Bergland im österreichischen Bundesland Steiermark. Er befindet sich im Norden der Landeshauptstadt Graz und ist für die Lage des Klettergartens Andritz-Weinzödl bekannt.

## Lage und Umgebung
Der Admonter Kogel erhebt sich westlich des Ortsteils St. Veit, von dem er durch den Falkenbach getrennt ist, im Grazer Stadtbezirk Andritz. Er bildet mit dem westlich zum Mittleren Murtal abfallenden Kanzelkogel (615 m) einen südlichen Ausläufer der Hohen Rannach und mit dem am anderen Murufer liegenden Göstinger Ruinenberg jene Stelle, wo sich das Murtal zum Grazer Feld öffnet. Am unmittelbaren Südfuß des Berges liegt das Schloss St. Gotthard sowie einige hundert Meter entfernt das Sportzentrum Graz-Weinzödl und die stark frequentierte Kreuzung der B 67. Der Hügel ist Teil des Landschaftsschutzgebiets Nördliches und östliches Hügelland von Graz (LSG-30) und beherbergt auf seiner Südflanke einen unter Schutz gestellten Felsbirnenbestand (GLT-1301).

## Geologie und Geomorphologie

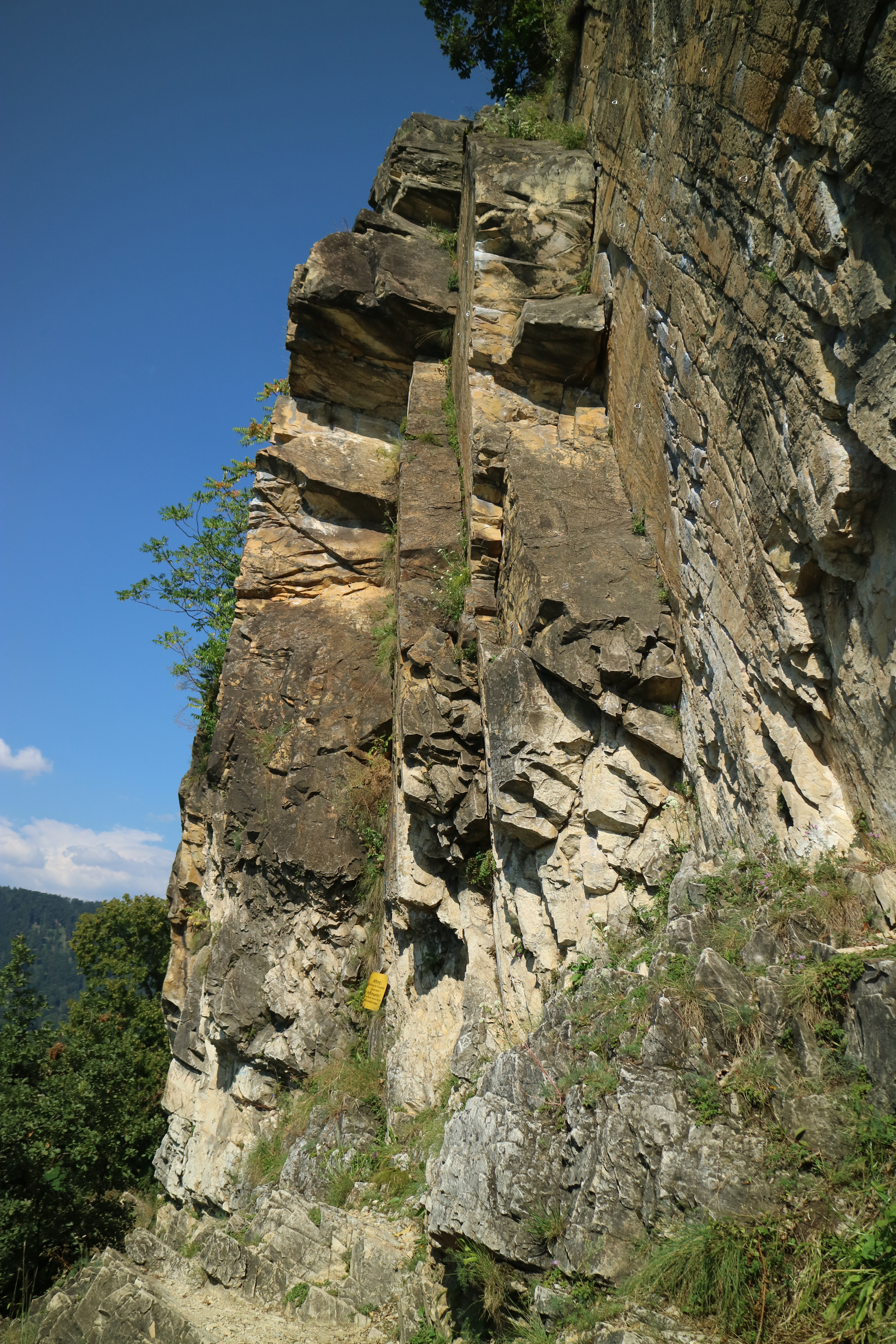
Dolomit im Klettergarten

Der Admonter Kogel gehört zum Grazer Paläozoikum und besteht oberflächlich zum größten Teil aus oberdevonischem Steinbergkalk. Dabei handelt es sich um einen bunten, hellgrauen, gelblichen, bräunlichen, roten oder violetten, teilweise dolomitischen Kalk mit tonig-glimmrigen Häuten auf den Schichtflächen. Starke Auflinsung sowie deutliche Verformung der Makrofossilien weisen auf eine kräftige Bewegung der Schichten hin. Mikrofaziell besteht das Gestein aus Mikriten bis Biomikriten. Die Mächtigkeit schwankt gebietsweise, da das Oberdevon nur an wenigen Stellen im Grazer Bergland voll entwickelt ist. Daneben finden sich am Admonter Kogel Dolomitsandsteine und Diabase der Rannach-Fazies.
Der durchgehend bewaldete Berg zeigt sich nach Süden hin felsdurchsetzt, während die von miozänen Sedimenten bestimmte Nordseite mäßig steil zum Pailgraben hin abfällt. Der Gipfelbereich weist einen gewissen Plateaucharakter auf, der sich laut Arthur Winkler-Hermaden in ansteigender Seehöhe vom Florianiberg bis nach Leoben nachverfolgen lässt. Der Geologe fasste diese Verebnungsflächen als Stadelberg-Niveau zusammen.

## Klettergarten Weinzödl

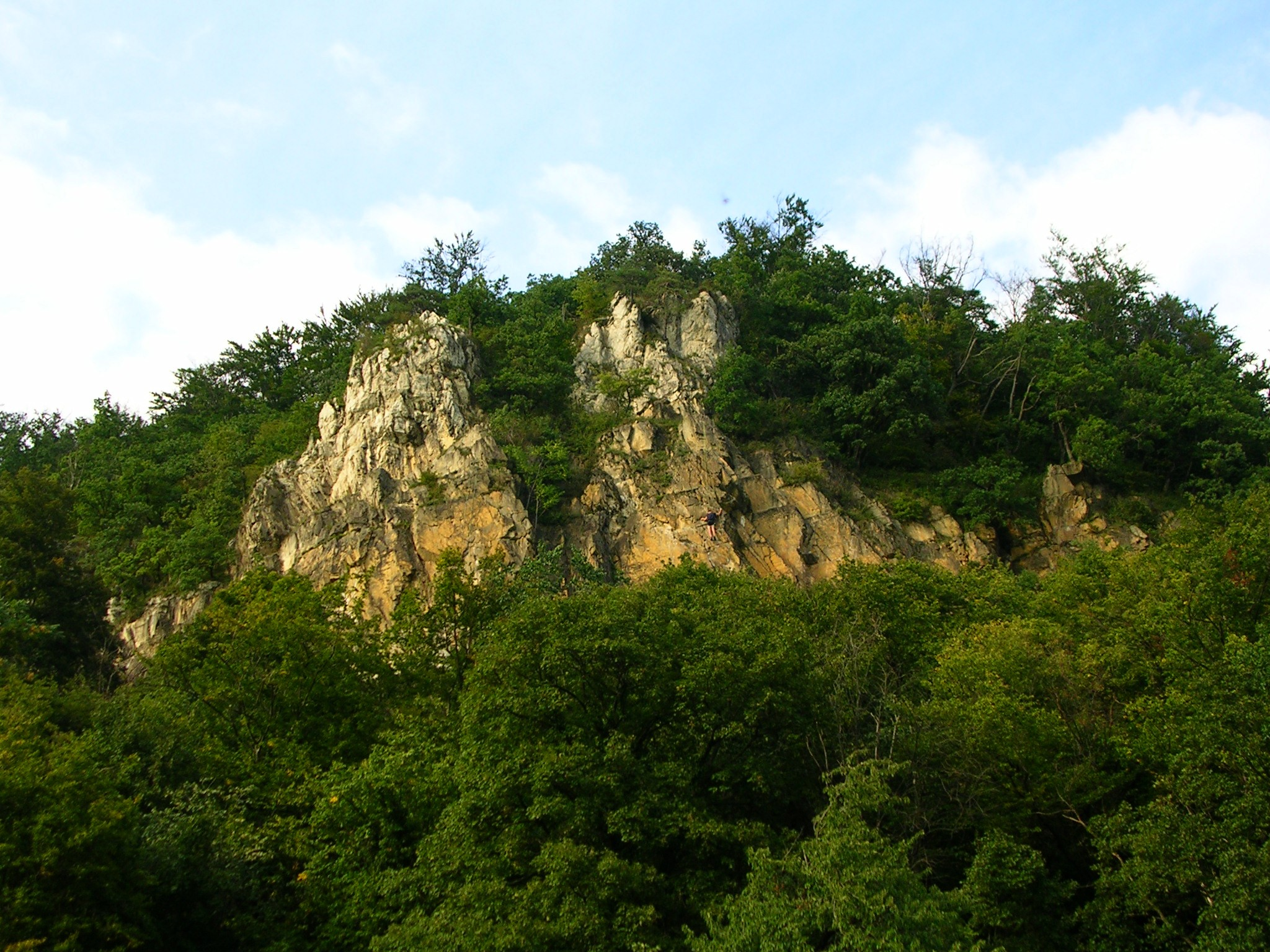
Klettergarten von Süden

Bekanntheit verleiht dem Admonter Kogel der Klettergarten Andritz-Weinzödl in seiner Südflanke. Auf den Dolomitfelsen wurden zwischen 80 und 90 Routen in den verschiedensten Schwierigkeitsgraden  angelegt. Die Wandhöhe beträgt zwischen 10 und 30 m. Am Wandfuß bietet sich die Möglichkeit einer langen Boulder-Traverse. Die kurze Zustiegszeit und zahlreiche einfache Kletterrouten (bis zum 6. Grad) machen die sonnseitig gelegenen Felsen bei Anfängern beliebt.
Aufgrund losen Gesteins herrscht seit Jahren Steinschlaggefahr. Der Alpenverein bemüht sich um die Betreuungsrechte und warnt auf seiner Website seit 2015 ausdrücklich vor der Benützung des Klettergartens.